# Korthalsia junghuhnii
Korthalsia junghuhnii är en enhjärtbladig växtart som beskrevs av Friedrich Anton Wilhelm Miquel. Korthalsia junghuhnii ingår i släktet Korthalsia och familjen Arecaceae. Inga underarter finns listade i Catalogue of Life.